# Zott
Zott SE & Co. KG er et tysk mejeri med hovedkvarter i Mertingen, Schwaben. Virksomheden blev grundlagt i 1926 og er i dag vokset til ca. 1 mia. euro i omsætning samt 2749 ansatte. Deres mælkeprodukter er bl.a. youghurt, ost og deserter / søde sager. I 2017 indvejede de 954 mio. liter mælk til bearbejdning.